# Un rêve évanoui

Un rêve évanoui (Im Meer der Lügen) est un téléfilm allemand en deux parties, réalisé par Jörg Grünler, et diffusé en 2008.

## Fiche technique
- Titre allemand : Im Meer der Lügen
- Réalisation : Jörg Grünler
- Scénario : Rolf-René Schneider
- Photographie : Daniel Koppelkamm
- Musique : Mick Baumeister
- Durée : 180 min

## Distribution
- Ann-Kathrin Kramer : Stefanie Ritter
- Wolfgang Stumph : Paul Linke
- Marion Mitterhammer : Andrea Heine
- Thomas Sarbacher : Kai Mertens
- Petra Kelling : Oma Käthe
- Andrea Eckert : Isabella Alvarez
- Laurence Gothe : Timmi Ritter